# Ingrid Marie Rivera
Ingrid Marie Rivera (Luquillo, 8 ottobre 1983) è una modella portoricana, incoronata Miss Porto Rico 2008 in rappresentanza di Dorado.
In precedenza, la Rivera aveva già ottenuto il titolo di Miss Mundo de Puerto Rico nel 2005 che le aveva dato l'opportunità di prendere parte a Miss Mondo 2005, in occasione del quale aveva vinto il titolo di Regina continentale dei Caraibi e si era classificata alla seconda posizione.
Ingrid Rivera ha in seguito preso parte al prestigioso concorso di bellezza internazionale Miss Universo 2008, svolto a Nha Trang in Vietnam il 14 luglio 2008.. Tuttavia la Rivera non è riuscita ad avanzare oltre le semifinali del concorso, che ha visto vincere la venezuelana Dayana Mendoza.